# Жорж Рів'єр
Жорж Рів'єр (1 липня 1924, Неї-сюр-Сен, Франція — 25 квітня 2011) — актор театру та кіно, який служив під французьким прапором.

## Біографія
З одного боку, 1924 рік був для Франції позитивним, бо нещодавно — 1918 року — Антанта з «ле бле» у членах завдала поразки Центральним державам, а з іншого, під боком панувала Веймарська республіка. Втім, це не накладало жодного відбитка на життя дітей у ті, 1920–1930-ті роки. Наш герой також насолоджувався дитинством, вже та ще не обуреним збройними конфліктами. Вчився добре, але завдяки типовій західноєвропейській статурі та зовнішності не полишав своєї заповітної мрії — зійти на сцену театру.
«Дивну війну» Жорж Рів'єр застав підлітком. Акт про складання зброї Третього рейху наш герой слухав у 20 років.

## Кар'єра
Картин у Жоржа Рів'єра небагато, але кожна глядачу запам'яталася. Був помічений у Європі та Південній Америці.
| Рік  | Назва                          | Країна виробництва       | Роль                              |
| ---- | ------------------------------ | ------------------------ | --------------------------------- |
| 1948 | Кульгавий диявол               | Франція                  | Маркіз де ла Тур де Бурнак        |
| 1955 | Птахи зі скла («Скляні птахи») | Аргентина                | Мігель Легран — Мітіа             |
| 1956 | Алехандра                      | Аргентина                |                                   |
| 1957 | Дзвони Терези                  | Аргентина                |                                   |
| 1959 | Асфальт                        | Франція                  | Роджер                            |
| 1959 | Джон Пол Джонс                 | США                      | Російський камергер               |
| 1960 | Нормандія-Неман                | СРСР, Франція            | Лейтенант Бенуа                   |
| 1960 | Перехід через Рейн             | Франція, Західний Берлін | Джин                              |
| 1960 | Злочин                         | Італія та Франція        | Гастон Ле Дюк — Коханець Елеонори |
| 1960 | Господиня цілого світу         | ФРН, Франція, Італія     | Логан                             |
| 1961 | Останній суд                   | Італія, Франція          | Джанні                            |
| 1961 | Правдива гра                   | Франція                  | Бертран Фалез                     |
| 1961 | Смертельна гра                 | ФРН та Франція           | Дальберг                          |
| 1962 | Ла Файетт                      | Франція, Італія          | Вержен                            |
| 1962 | Мандрен                        | Італія, Франція          | Луї Мандрен                       |
| 1962 | Найдовший день                 | США, Франція             | сержант Гі де Монлор              |
| 1963 | Нюрнберзька діва               | Італія                   | Макс Хантер                       |
| 1964 | Шлюбне життя                   | Франція, Італія, ФРН     | Філіпп                            |
| 1964 | Чотири мушкетери               | Італія                   | Д'Артаньян                        |
| 1964 | Земля Міннесоти                | Італія, Іспанія, Франція | Фокс                              |
| 1964 | Танок покійників               | Італія Франція           | Алан Фостер                       |
| 1965 | Агент 3-Ес-3: Паспорт до пекла | Іспанія, Італія, Франція | професор Стів Діксон              |
| 1965 | Скляна клітка                  | Франція                  | Клод                              |
| 1970 | Пастка білявки                 | Франція                  | Хьюго                             |